# Marianna Hill
Marianna Hill, a volte accreditata come Mariana Hill (Santa Barbara, 9 febbraio 1942), è un'attrice statunitense, che ha lavorato prevalentemente nella televisione statunitense, facendosi notare anche per diverse apparizioni nelle pellicole cinematografiche tra cui il western Lo straniero senza nome, dove l'attrice ha un ruolo da protagonista, oltre a diversi ruoli nelle serie televisive degli anni sessanta e settanta.
Nata come Marianna Schwarzkopf, cugina del generale dell'esercito statunitense Norman Schwarzkopf, suo padre era un imprenditore edile lavorava in diversi Paesi, il che portava Marianna Hill a studiare in California, Canada e Spagna. Durante la sua adolescenza, la famiglia si stabilì infine nel sud della California quando il padre acquistò un ristorante in quella zona.

## Carriera
L'iniziale esperienza recitativa della Hill inizia quando diviene apprendista alla Laguna Playhouse. Successivamente lavora tre estati a La Jolla Playhouse e in seguito ottiene maggiore esperienza al Neighborhood Playhouse School of the Theatre di New York. Membro a vita dell'Actors Studio, Hill è apparsa in più di settanta film ed episodi televisivi. Il suo debutto cinematografico avviene nel 1962 in Married Too Young dove ha il ruolo di Maria.
Tra le sue parti di maggior rilievo nei mondo dei cinema, la Hill è protagonista nel western di Clint Eastwood Lo straniero senza nome (1973) e compare nel celebre film di Francis Ford Coppola Il padrino - Parte II (1974) recitando il ruolo di Deanna Dunn-Corleone.
A livello televisivo le apparizioni più importanti si registrano nella serie originale di Star Trek (nel 1966 interpreta la Dr. Helen Noel) e nella serie Perry Mason (in un episodio nel 1963). In seguito fa sporadiche apparizioni in molte altre serie statunitensi, come ad esempio in Batman.

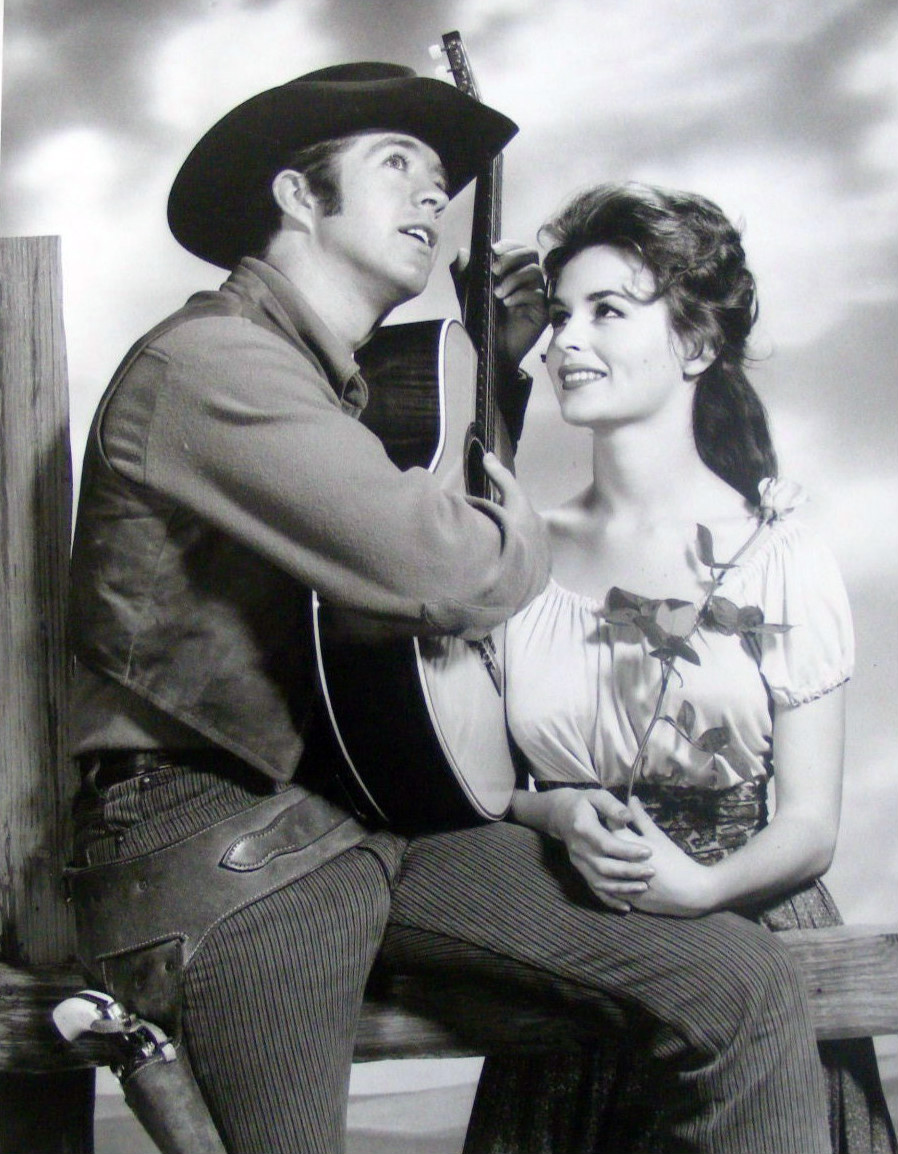
Clu Gulager con Marianna Hill in una foto pubblicitaria di The Tall Man.

## Filmografia

### Cinema
- Married Too Young (1962)
- Sinfonia di morte (Black Zoo), regia di Herman Cohen (1963)
- Tra moglie e marito (Wives and Lovers), regia di John Rich (1963, non accreditata)
- Squadra d'emergenza (The New Interns), regia di John Rich (1964)
- Il cantante del luna park (Roustabout), regia di John Rich (1964, non accreditata)
- Quello strano sentimento (That Funny Feeling), regia di Richard Thorpe (1965, non accreditata)
- Linea rossa 7000 (Red Line 7000), regia di Howard Hawks (1965)
- Paradiso hawaiano (Paradise, Hawaiian Style), regia di Michael D. Moore (1966)
- America, America, dove vai? (Medium Cool), regia di Haskell Wexler (1969)
- El Condor, regia di John Guillermin (1970)
- The Traveling Executioner, regia di Jack Smight (1970)
- Thumb Tripping, regia di Quentin Masters (1972)
- Il messia del diavolo (Messiah of Evil), regia di Willard Huyck e Gloria Katz (1973)
- Baby (The Baby), regia di Ted Post (1973)
- Lo straniero senza nome (High Plains Drifter), regia di Clint Eastwood (1973)
- The Last Porno Flick, regia di Ray Marsh (1974)
- Il padrino - Parte II (The Godfather Part II), regia di Francis Ford Coppola (1974)
- Death at Love House, regia di E. W. Swackhamer (1976, film per la TV)
- Invisible Strangler, regia di John Florea (1978)
- Schizoid, regia di David Paulsen (1980)
- Spiaggia di sangue (Blood Beach), regia di Jeffrey Bloom (1980)
- Coma Girl: The State of Grace, regia di Dina Jacobsen (2005)
- Chief Zabu, regia di Neil Cohen e Zack Norman (2016)

### Televisione
- L'uomo e la sfida (The Man and the Challenge) – serie TV, episodio 1x24 (1960)
- Michael Shayne – serie TV episodi 1x13-1x22 (1960-1961)
- Indirizzo permanente (77 Sunset Strip) – serie TV, 4 episodi (1960-1962)
- The Gallant Men – serie TV, episodio 1x06 (1962)
- Hawaiian Eye – serie TV, episodio 3x31 (1962)
- Going My Way – serie TV, episodio 1x24 (1963)
- Sotto accusa (Arrest and Trial) – serie TV, episodio 1x21 (1964)
- The Greatest Show on Earth – serie TV, episodio 1x22 (1964)
- Bonanza – serie TV, episodio 5x15 (1964)
- La legge di Burke (Burke's Law) – serie TV, episodio 1x26 (1964)
- Mr. Broadway – serie TV, episodio 1x13 (1964)
- Star Trek – serie TV, episodio 1x09 (1966)
- Codice Gerico (Jericho) – serie TV, episodio 1x05 (1966)
- Hawk l'indiano (Hawk) – serie TV, episodio 1x15 (1966)
- I giorni di Bryan (Run for Your Life) – serie TV, episodi 1x23-1x24-3x05 (1966-1967)
- Selvaggio west (The Wild Wild West) – serie TV, episodio 2x28 (1967)
- Io e i miei tre figli (My Three Sons) – serie TV, episodi 7x22 (1967)
- Le spie (I Spy) – serie TV, episodio 2x26 (1967)
- Ai confini dell'Arizona (The High Chaparral) – serie TV, episodio 3x05 (1969)
- Love American Style – serie TV, 1 episodio (1970)